# Hayley Carter
Hayley Carter, född 17 maj 1995, är en amerikansk tennisspelare. Hon har som högst varit på 43:e plats på WTA:s dubbelrankning.

## Karriär
I april 2019 tog sig Carter och Ena Shibahara till final i dubbeln vid Copa Colsanitas, där det dock blev förlust mot Zoe Hives och Astra Sharma. I september 2019 blev det en andraplats (tillsammans med Luisa Stefani) i dubbeln vid Korea Open efter en finalförlust mot Lara Arruabarrena och Tatjana Maria. Under samma månad tog de sin första dubbeltitel vid Tashkent Open efter att ha besegrat Dalila Jakupović och Sabrina Santamaria i finalen.

## WTA-finaler i kronologisk ordning

### Dubbel: 3 (1 titel, 2 andraplatser)
| Teckenförklaring                    |
| ----------------------------------- |
| Grand Slam turneringar (0–0)        |
| WTA Tour Championships (0–0)        |
| Premier Mandatory & Premier 5 (0–0) |
| Premier (0–0)                       |
| International (1–2)                 |

| Finaler efter underlag |
| ---------------------- |
| Hard court (1–1)       |
| Grus (0–1)             |
| Gräs (0–0)             |

| Resultat | V–F | Datum          | Turnering                 | Kategori      | Underlag   | Medspelare    | Motståndare                         | Resultat              |
| -------- | --- | -------------- | ------------------------- | ------------- | ---------- | ------------- | ----------------------------------- | --------------------- |
| Tvåa     | 0–1 | April 2019     | Copa Colsanitas, Colombia | International | Grus       | Ena Shibahara | Zoe Hives Astra Sharma              | 1–6, 2–6              |
| Tvåa     | 0–2 | September 2019 | Korea Open, Sydkorea      | International | Hard court | Luisa Stefani | Lara Arruabarrena Tatjana Maria     | 6–7(7–9), 6–3, [7–10] |
| Vinnare  | 1–2 | September 2019 | Tashkent Open, Uzbekistan | International | Hard court | Luisa Stefani | Dalila Jakupović Sabrina Santamaria | 6–3, 7–6(7–4)         |